# Lista över Nordkoreas statschefer

## Presidenter
| Namn | Namn        | Ämbetsperiod        | Politisk tillhörighet |
| ---- | ----------- | ------------------- | --------------------- |
|      | Kim Il Sung | 1972–1994 (avliden) | Koreas arbetarparti   |

Posten som president upptogs inte av någon 1994 och 1998. I september 1998 kallades den avlidne Kim Il Sung Republikens evige president och presidentposten avskaffades samma år.

## Vicepresidenter
| Namn | Namn          | Ämbetsperiod | Politisk tillhörighet |
| ---- | ------------- | ------------ | --------------------- |
|      | Pak Song Chol | 1994–1998    | Koreas arbetarparti   |
|      | Li Jong Ok    | 1994–1998    | Koreas arbetarparti   |
|      | Kim Jong Chu  | 1994–1998    | Koreas arbetarparti   |
|      | Kim Pyong Sik | 1994–1998    | Koreas arbetarparti   |

Från Kim Il Sungs död 1994 till Kim Yong Nams tillträde som ordförande för högsta folkförsamlingens presidium 1998 delades rollen som statschef av de fyra vicepresidenterna.

## Ordförande för högsta folkförsamlingens presidium
| Namn | Namn          | Ämbetsperiod | Politisk tillhörighet                       |
| ---- | ------------- | ------------ | ------------------------------------------- |
|      | Kim Tu-bong   | 1948–1957    | Nordkoreas arbetarparti/Koreas arbetarparti |
|      | Choi Yong-kun | 1957–1972    | Koreas arbetarparti                         |
|      | Kim Yong Nam  | 1998–        | Koreas arbetarparti                         |

Ursprungligen delades rollen som statschef av presidenten och ordföranden i högsta folkförsamlingens presidium (även om båda rollerna i praktiken upptogs av samma person). Sedan Kim Il Sung efter sin död utnämnts till evig president utgör ordföranden i högsta folkförsamlingens presidium ensam statschef.